# Scenopinus vitripennis
Scenopinus vitripennis – gatunek muchówki z podrzędu krótkoczułkich i rodziny zwieskowatych.
Gatunek ten opisany został w 1824 roku przez Johanna Wilhelma Meigena.
Muchówka o ciele długości od 3 do 7 mm, czarno lub ciemnobrunatno ubarwionym. Głowa jest półkulista, u obu płci dychoptyczna. Fasetki oczu w górnej części są mniejsze niż w dolnej. Czoło jest silnie błyszczące. Czułki mają wydłużony ostatni człon o takiej samej szerokości na całej długości, ubarwiony jednolicie ciemnobrunatno. Śródplecze jest pozbawione opylenia. Skrzydła są przezroczyste. Ich użyłkowanie odznacza się skośną żyłką r4 o początku nie leżącym w jednej linii z żyłką m3. Przezmianki mają czekoladowobrunatny wierzch główki. U samca tylna para odnóży ma niezgrubiałe golenie. Odwłok ma ostatni segment w przypadku samicy płaski i u szczytu zaostrzony, a w przypadku samca kulisty i opatrzony dwoma wyrostkami.
Owad europejski, znany z Austrii, Polski i Rosji.